# Лузитано, Амато
Амато Лузитано (порт. Amato Lusitano), или Аматус Лузитанский (лат. Amatus Lusitanus), при рождении Жуау Родригеш (порт. João Rodrigues; 1511 года, Каштелу-Бранку — 1568 года, Салоники) — португальский врач и медицинский писатель XVI века. Был отличным клиническим врачом и придавал много внимания анатомическим исследованиям трупов; одним из первых упоминал о закупоривании вен.

## Биография и учёная деятельность
Был еврейского происхождения и религии; учился медицине в Саламанке, и с 18 лет уже практиковал в госпиталях того города как хирург. Впоследствии переселился в итальянский город Феррару, где в 1547 году преподавал медицину и вскрывал человеческие трупы, что в то время делали ещё немногие врачи.
В 1549 году перебрался в Анкону и там продолжал преподавание и практику до 1555 года, когда, с восшествием на престол папы Павла IV, начались для него преследования инквизиции. Аматус бежал из Анконы, потеряв свою библиотеку и часть состояния; поселился в Салониках в Македонии, где в то время жило много евреев и существовала известная еврейская школа. Умер там от чумы в 1568 году.

## Издания
Из сочинений примечательно:
- «Curationum Medicinalium Centuriæ Septem», первое отделение которой (centuria I) вышло во Флоренции в 1551 году, второе в Венеции в 1552, третье и четвёртое в Базеле в 1560, пятое и шестое в Венеции в 1565, седьмое в 1580 в Лионе. В этом сочинении описаны случаи из медицинской и хирургической практики Аматуса, 100 случаев на каждое отделение, с объяснениями и примечаниями; содержалось много данных, важных для истории хирургии.